# Okręg wyborczy nr 16 do Senatu Rzeczypospolitej Polskiej (2001–2011)
Okręg wyborczy nr 16 do Senatu Rzeczypospolitej Polskiej obejmował w latach 2001–2011 obszar miasta na prawach powiatu Radomia oraz powiatów białobrzeskiego, grójeckiego, kozienickiego, lipskiego, przysuskiego, radomskiego, szydłowieckiego i zwoleńskiego (województwo mazowieckie). Wybierano w nim 2 senatorów na zasadzie większości względnej.
Powstał w 2001, jego obszar należał wcześniej do okręgów obejmujących województwo radomskie i część województwa warszawskiego. Zniesiony został w 2011, na jego obszarze utworzono nowe okręgi nr 49 i 50.
Siedzibą okręgowej komisji wyborczej był Radom.

## Reprezentanci okręgu
| Rok  | Senator komitet wyborczy                 | Senator komitet wyborczy                                       | Senator komitet wyborczy                    | Senator komitet wyborczy                                        |
| ---- | ---------------------------------------- | -------------------------------------------------------------- | ------------------------------------------- | --------------------------------------------------------------- |
| 2001 |                                          | Zbigniew Gołąbek KKW Sojusz Lewicy Demokratycznej – Unia Pracy |                                             | Wiesława Sadowska KKW Sojusz Lewicy Demokratycznej – Unia Pracy |
| 2005 |                                          | Stanisław Karczewski Prawo i Sprawiedliwość                    |                                             | Andrzej Łuczycki Platforma Obywatelska RP                       |
| 2007 |                                          | Stanisław Karczewski Prawo i Sprawiedliwość                    | Wojciech Skurkiewicz Prawo i Sprawiedliwość |                                                                 |
| 2011 | okręg zniesiony, patrz okręgi nr 49 i 50 | okręg zniesiony, patrz okręgi nr 49 i 50                       | okręg zniesiony, patrz okręgi nr 49 i 50    | okręg zniesiony, patrz okręgi nr 49 i 50                        |

## Wyniki wyborów
Symbolem „●” oznaczono senatorów ubiegających się o reelekcję.

### Wybory parlamentarne 2001
| Kandydat                                              | Kandydat              | Komitet wyborczy                                     | Głosów |
| ----------------------------------------------------- | --------------------- | ---------------------------------------------------- | ------ |
|                                                       | Zbigniew Gołąbek●     | KKW Sojusz Lewicy Demokratycznej – Unia Pracy        | 74 199 |
|                                                       | Wiesława Sadowska     | KKW Sojusz Lewicy Demokratycznej – Unia Pracy        | 67 975 |
|                                                       | Zdzisław Kieszkowski  | Polskie Stronnictwo Ludowe                           | 50 903 |
|                                                       | Wojciech Pyrek        | Samoobrona Rzeczpospolitej Polskiej                  | 49 189 |
|                                                       | Wiesław Szymaniak     | Polskie Stronnictwo Ludowe                           | 43 891 |
|                                                       | Wojciech Gęsiak       | KWW Blok Senat 2001                                  | 39 751 |
|                                                       | Zdzisław Maszkiewicz● | KWW Blok Senat 2001                                  | 39 125 |
|                                                       | Sławomir Grzyb        | Konserwatywno-Liberalna Partia Unia Polityki Realnej | 14 246 |
| Frekwencja: 43,66% Źródło: Państwowa Komisja Wyborcza |                       |                                                      |        |

*Zbigniew Gołąbek i Zdzisław Maszkiewicz reprezentowali w Senacie IV kadencji (1997–2001) województwo radomskie.

### Wybory parlamentarne 2005
| Kandydat                                              | Kandydat             | Komitet wyborczy                           | Głosów |
| ----------------------------------------------------- | -------------------- | ------------------------------------------ | ------ |
|                                                       | Stanisław Karczewski | Prawo i Sprawiedliwość                     | 57 610 |
|                                                       | Andrzej Łuczycki     | Platforma Obywatelska RP                   | 33 188 |
|                                                       | Dariusz Jesiotr      | Samoobrona Rzeczpospolitej Polskiej        | 32 526 |
|                                                       | Róża Żarska          | Samoobrona Rzeczpospolitej Polskiej        | 31 911 |
|                                                       | Ryszard Chojnacki    | Liga Polskich Rodzin                       | 30 450 |
|                                                       | Wiesław Czarnecki    | Polskie Stronnictwo Ludowe                 | 24 446 |
|                                                       | Danuta Grabowska     | Sojusz Lewicy Demokratycznej               | 22 852 |
|                                                       | Jan Łopuszański      | Stronnictwo Porozumienie Polskie           | 22 566 |
|                                                       | Zbigniew Gołąbek●    | KWW Zbigniewa Gołąbka                      | 20 563 |
|                                                       | Jan Rejczak          | KWW Wspólnota Samorządowa Ziemi Radomskiej | 17 314 |
|                                                       | Tomasz Śmietanka     | KWW Nasz Samorządowy Senator               | 16 965 |
|                                                       | Krzysztof Sońta      | KWW Wspólnota Samorządowa Ziemi Radomskiej | 14 367 |
|                                                       | Barbara Olbrych      | Socjaldemokracja Polska                    | 10 642 |
|                                                       | Jarosław Kowalik     | Platforma Janusza Korwin-Mikke             | 10 476 |
|                                                       | Iwona Pronobis       | KWW Czas na kobiety                        | 9162   |
|                                                       | Zdzisław Maszkiewicz | KWW Zgoda.pl                               | 5628   |
|                                                       | Edward Janicki       | Polska Partia Narodowa                     | 2757   |
| Frekwencja: 40,67% Źródło: Państwowa Komisja Wyborcza |                      |                                            |        |

### Wybory parlamentarne 2007
| Kandydat                                              | Kandydat              | Komitet wyborczy                      | Głosów  |
| ----------------------------------------------------- | --------------------- | ------------------------------------- | ------- |
|                                                       | Stanisław Karczewski● | Prawo i Sprawiedliwość                | 105 734 |
|                                                       | Wojciech Skurkiewicz  | Prawo i Sprawiedliwość                | 82 746  |
|                                                       | Andrzej Łuczycki●     | Platforma Obywatelska RP              | 79 560  |
|                                                       | Teresa Bartosiewicz   | Polskie Stronnictwo Ludowe            | 62 800  |
|                                                       | Waldemar Kaczmarski   | KKW Lewica i Demokraci SLD+SDPL+PD+UP | 42 027  |
|                                                       | Leszek Przybytniak    | Polskie Stronnictwo Ludowe            | 40 140  |
|                                                       | Lucyna Wiśniewska     | KWW Prawicy Marka Jurka               | 24 885  |
|                                                       | Jarosław Kowalik      | Unia Polityki Realnej                 | 7974    |
| Frekwencja: 50,56% Źródło: Państwowa Komisja Wyborcza |                       |                                       |         |